# Ørestad

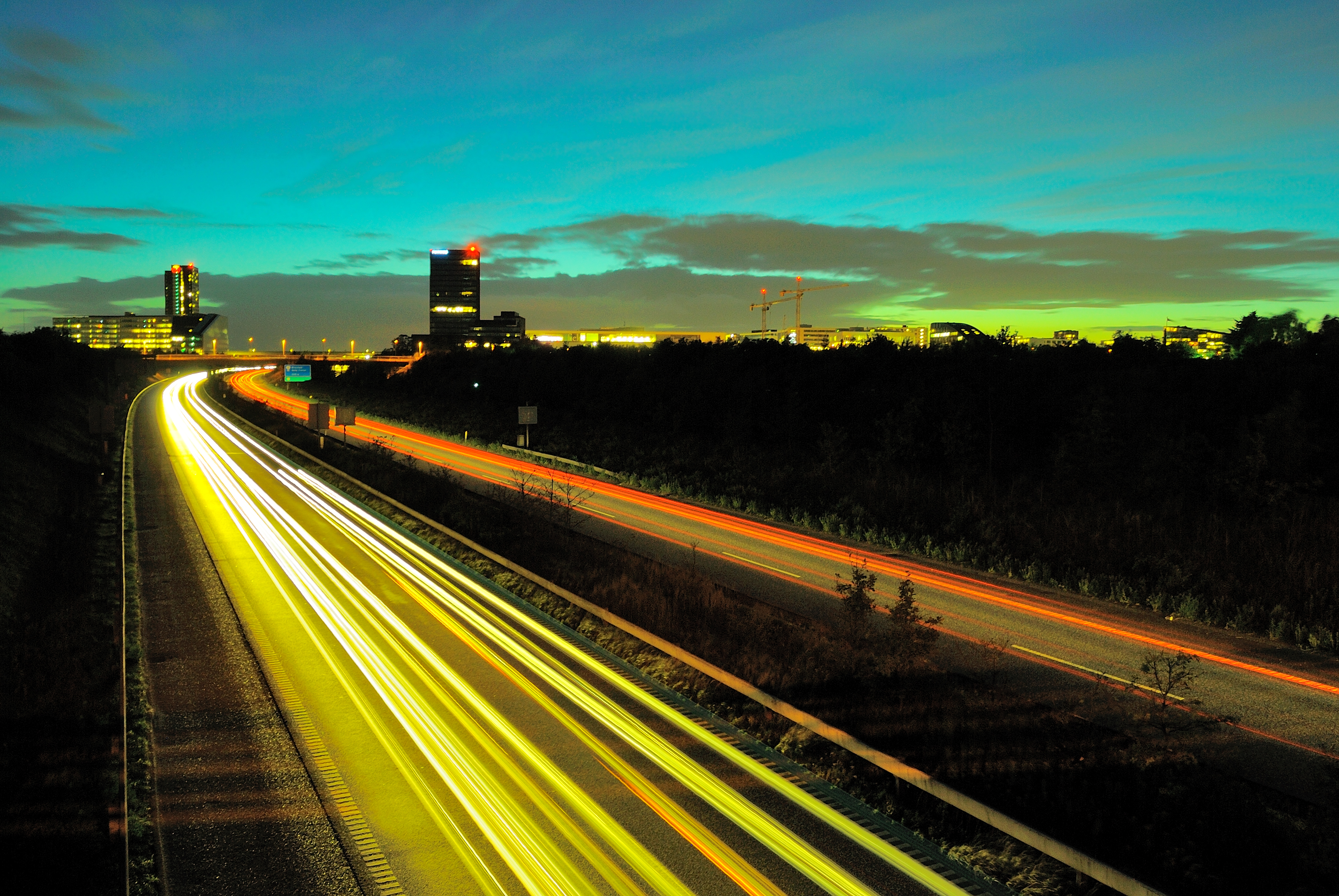
Skyline di notte.

Ørestad (pronuncia danese:  [øːɐsdað]) è un quartiere cittadino e area urbana in via di sviluppo di Copenaghen, in Danimarca, situata sull'isola di Amager. Quando l'area era stata progettata, si pensava che 20 000 persone avrebbero vissuto, 20 000 avrebbero studiato e 80 000 persone sarebbero state impiegate nell'area. Tuttavia, l'area ha tradito le aspettative iniziali non riuscendo ad attirare neanche la metà di quei numeri, con una popolazione nel 2012 di 7 445 abitanti. L'area è stata sviluppata utilizzando il nuovo concetto di città con la metropolitana di Copenaghen come rete di trasporto pubblico principale, che collega l'area con il resto dell'area urbana della capitale danese.

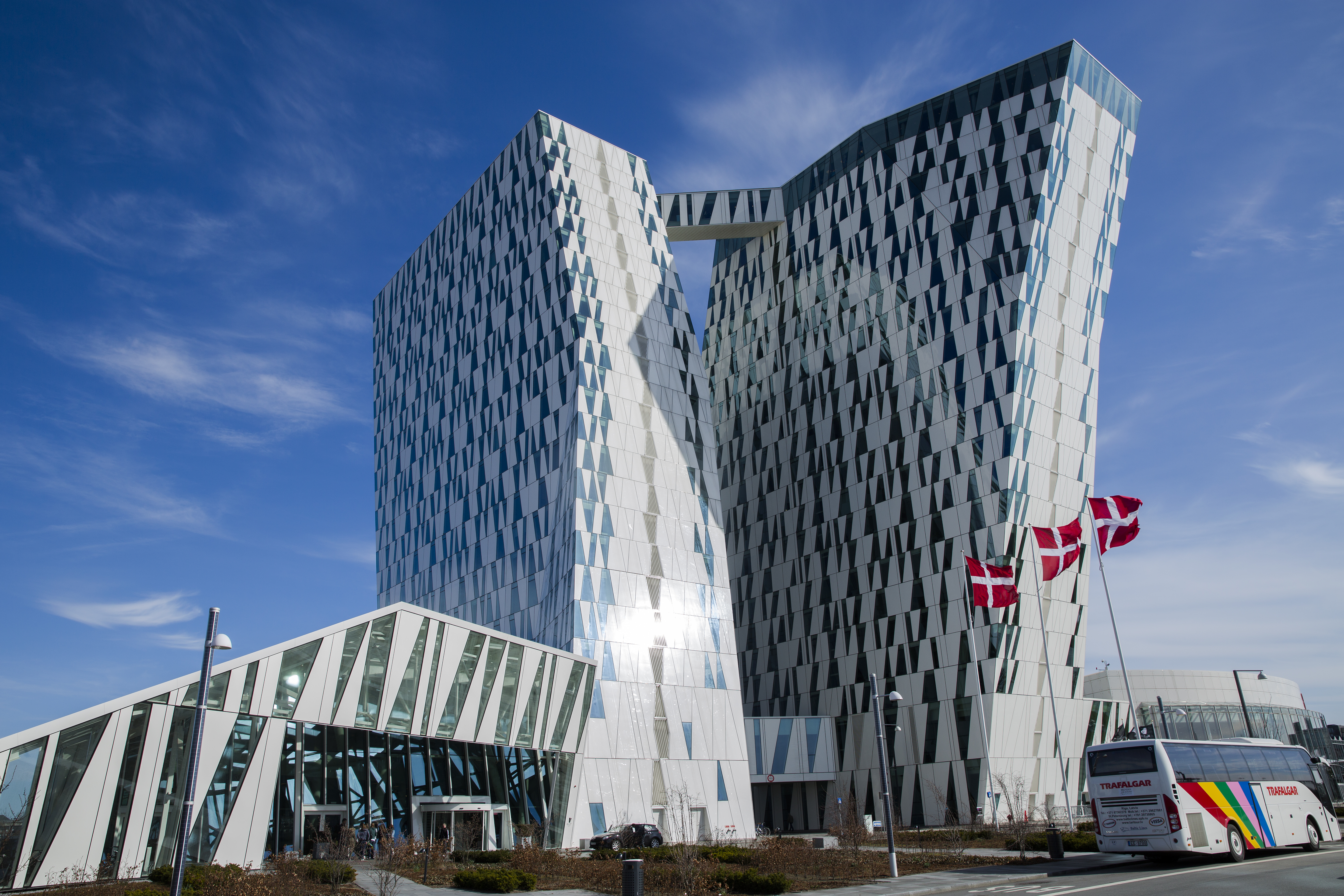
Bella Sky Hotel.

Ørestad è stato definito "il più grande incrocio in Scandinavia". Tuttavia, Ørestad è stato anche criticato pesantemente per il suo approccio di pianificazione urbanistica modernista, concentrandosi esclusivamente sullo sviluppo immobiliare e le connessioni infrastrutturali. I piani per l'area sono stati rifatti più volte per tenere conto di tali errori, ma finora senza molto successo.

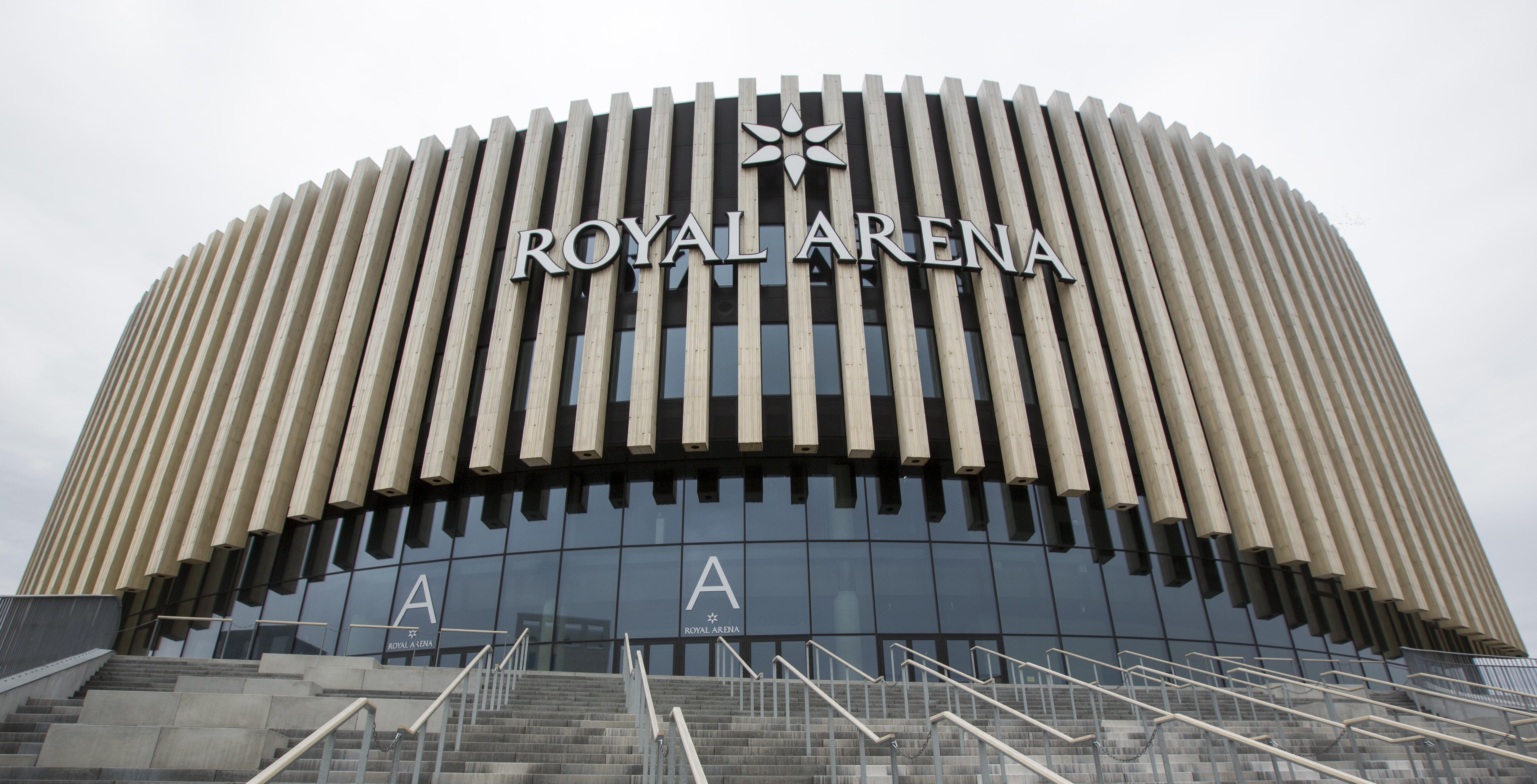
Royal Arena.

Ørestad è diviso in quattro distretti: Ørestad Nord, Amager Fælled kvarteret, Ørestad City e Ørestad Syd. Tra gli edifici più importanti situate a Ørestad ci sono il Royal Arena, il DR Village (la sede dell'emittente nazionale danese DR) la Copenhagen Concert Hall progettata da Jean Nouvel, Field's (il più grande centro commerciale in Danimarca), e Bella Center (il più grande centro esposizioni e conferenze di Scandinavia), con il Bella Sky Hotel (il più grande hotel in Scandinavia).